# Everything for Sale (film fra 1921)
Everything for Sale er en amerikansk stumfilm fra 1921 af Frank O'Connor.

## Medvirkende
- May McAvoy som Helen Wainwright
- A. Edward Sutherland som Donald Scott
- Kathlyn Williams som Mrs. Wainwright
- Edwin Stevens som Mr. Wainwright
- Richard Tucker som Lee Morton
- Betty Schade som Lillian Lord
- Dana Todd som Billy Mitchell
- Jane Keckley som Sarah Calmm